# Séisme de 2008 à Iwate et à Miyagi
Le Séisme de 2008 à Iwate et au Miyagi (japonais : 岩手・宮城内陸地震) a eu lieu au nord du Japon le 14 juin 2008 à 8h43. La secousse était d'une magnitude de 7,2 sur l'échelle de Richter. Le séisme a fait 17 morts et 6 disparus.